# Emil Baworowski
Emil Baworowskihrabia herbu Prus II (ur. 1864 w Wiedniu, zm. 8 lipca 1908 tamże) – ziemianin, konserwatysta, członek Izby Panów w austriackiej Radzie Państwa.
Syn Józefa Mariana I Franciszki zu Hardegg auf Glatz und im Marchlande (1844-1924), brat Rudolfa. Od 1893 c.i k. podkomorzy.
Właściciel rozległych dóbr we wschodniej Galicji, ordynat klucza Niżborg-Czabarówka (Husiatyn, Czabarówka, Niżborg Nowy, Niżborg Stary, Hrynkowce) w powiecie husiatyskim. Członek podolskiego oddziału Towarzystwa Gospodarczego we Lwowie (1893-1905).
Członek dziedziczny Izby Panów w austriackiej Radzie Państwa (od 19 grudnia 1889 do 8 lipca 1908).
Rodziny nie założył.